# Scaptomyza macroptera
Scaptomyza macroptera är en tvåvingeart som beskrevs av Wheeler och Hajimu Takada 1966. Scaptomyza macroptera ingår i släktet Scaptomyza och familjen daggflugor.
Artens utbredningsområde är Costa Rica. Inga underarter finns listade i Catalogue of Life.